# Tyrannasorus rex
Tyrannasorus rex is een keversoort uit de familie Hybosoridae. De wetenschappelijke naam van de soort is voor het eerst geldig gepubliceerd in 2001 door Ratcliffe & Ocampo.